# دافالي
دافالي (أي ضاربي الدف)، مجتمع مسلم يتواجد في جميع أنحاء الهند، ويوجد أغلبهم في ولاية أوتار براديش. ويُعرفون أيضًا باسم الشيخ أو دارفيشي (مسعودي).